# Джейсон Бейтман
Джейсон Кент Бейтман (англ. Jason Kent Bateman, нар. 14 січня 1969 року) — американський актор кіно та телебачення, режисер і продюсер. Він почав зніматися на початку 1980-х років у таких серіалах як «Маленький будиночок у преріях», «Срібні ложки» і «Сім’я Гогана». У 2000-х став відомим завдяки ролі Майкла Блута у ситкомі «Уповільнений розвиток», за яку отримав «Золотий глобус» і «Супутник». Він також знявся у багатьох фільмах, таких як «Вовченя 2» (1987), «Розлучення по-американськи» (2006), «Джуно» (2007), «Хенкок» (2008), «Вище неба» (2009), «Тільки для закоханих» (2009), «Екстракт» (2009), «Більше, ніж друг» (2010), «Нестерпні боси» (2011) і його сиквелі (2014), «Подарунок» (2015), «Новорічний корпоратив» (2016), «Зоотрополіс» (2016) і «Нічні ігри» (2018).
Бейтман дебютував як режисер з чорною комедією «Погані слова» (2013), в якій також зіграв головну роль. З того часу він зрежисерував і зіграв  головні ролі у фільмі «Сім’я Фенг» (2015) і кримінально-драматичному телесеріалі «Озарк» (2017-2022) від Netflix. У 2019 році Бейтман нагороджений прайм-тайм премією «Еммі» за найкращу режисуру драматичного серіалу за роботу над серіалом «Озарк» і виграв премію Гільдії кіноакторів США за найкращу чоловічу роль у драматичному серіалі.

## Ранні роки
Бейтман народився в місті Рай, Нью-Йорк. В чотири роки його сім’я переїхала в Солт-Лейк-Сіті, а потім до Каліфорнії. Його мати— Вікторія Бейтман— родом зі Шрусбері, Велика Британія. Вона працювала стюардесою в Pan Am. Його батько— Кент Бейтман— американський актор, письменник, режисер кіно і телебачення, а також засновник голлівудської репертуарної театральної компанії. Його старша сестра— актриса Жюстін Бейтман. Він також має трьох зведених братів.
Бейтман не закінчив середню школу. В інтерв’ю  журналу Wired він зізнався, що не одержав диплом через те, що не склав екзамени через зйомки фільму Вовченя 2.
В інтерв’ю  журналу Best Life Бейтман розповів, що він і Жюстін допомагали своїм батькам грошима, які заробляли на телебаченні. Він також заявив, що його батько керував ним, допоки йому не виповнилося 20 років і він не розірвав ділові відносини.

## Кар’єра

### Телебачення

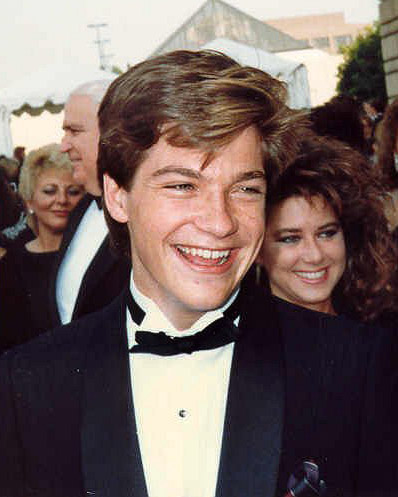
Бейтман у 1987 році

Бейтман вперше з’явився на телебаченні у 1980 році в рекламі крупи для сніданку від Golden Grahams. Він розпочав свою телевізійну кар’єру в серіалі «Маленький будиночок у преріях», зігравши роль Джеймса Купера— хлопчика-сироти, якого разом з його сестрою всиновила сім’я Інголлз. З 1982-го по 1984 рік Бейтман грав "поганого хлопця" Дерека Тейлора— другорядного персонажа в ситкомі «Срібні ложки», найкращого друга Рікі Шродера. У 1984 році він з’явився в епізоді "Лицар без коня" третього сезону серіалу «Лицар доріг» і в декількох інших невеликих телевізійних ролях. У 1984 році Бейтману, через його популярність в «Срібних ложках», продюсери дали головну роль Меттью Бартона в ситкомі «Твій хід» телеканалу NBC, який транслювався з вересня 1984-го по лютий 1985 року. У 1987 році він, разом із Бертом Рейнольдсом з’явився у складі чоловічої команди в ігровому шоу «Win, Lose or Draw».
Бейтман дістав статус "кумира підлітків" в середині 1980-х за його роботу на телебаченні, насамперед завдяки ролі Девіда Гогана в ситкомі «Сім’я Гогана». Він став наймолодшим режисером Гільдії режисерів США після того, як у віці 19-ти років зняв три епізоди «Сім’ї Гогана». Після закінчення серіалу він знявся у фільмі «Вовченя 2». У 1994 році Бейтман зіграв у телевізійному фільмі «Це не може бути коханням» разом із Кетрін Хепберн і Ентоні Квінном. У цей період він грав ролі у чотирьох серіалах— «Саймон», «Сини Чикаго», «Джордж і Лео» і «Дехто з моїх найкращих друзів»— жоден з яких не протривав довше одного сезону. У 1999 році Бейтман також зрежисував епізод «Двоє в своєму роді». У 2002 році він зіграв роль грайливого брата персонажа Томаса Джейна у фільмі «Кралечка».
У 2003 році Бейтман зіграв роль Майкла Блута у ситкомі «Уповільнений розвиток». Незважаючи на визнання критиками, серіал ніколи не досягав високих рейтингів і закінчився 10 лютого 2006 року. Однак навесні 2013-го року шоу відновили. Бейтман отримав кілька нагород за його роботу над серіалом, серед яких «Золотий глобус» за найкращу чоловічу роль серіалу — комедія або мюзикл. У 2005 році його також номінували на премію «Еммі» в категорії Найкращий актор комедійного серіалу. Бейтман разом з колегою з «Уповільненого розвитку» Девідом Кроссом прокоментував для The Majority Report Демократичну Національну Конвенцію 2004 року, а 12 лютого 2005 року став гостем телешоу «Saturday Night Live» на каналі NBC. У 2006 році він з’явився як запрошена зірка в епізоді «My Big Bird» серіалу «Клініка», де зіграв роль містера Саттона— сміттяра, який тримав злих страусів як домашніх улюбленців. У 2009 році Бейтман став постійним актором озвучування для недовготривалого комедійного мультсеріалу «Сідай, двійка!» на телеканалі FOX. Він озвучив Ларрі Литтлджанка— вчителя фізкультури і єдиного працівника, який може викладати.
У 2010 році Бейтман з колегою з «Уповільненого розвитку» Віллом Арнеттом заснували «DumbDumb Productions»— продюсерську компанію, яка спеціалізується на цифровому контенті. Їхнім першим відео було «The Prom Date»— перше в серії «Dirty Shorts» для Орбіт. У 2013 році Бейтман повернувся до ролі Майкла Блута у відновленому «Уповільненому розвитку» разом із іншими акторами оригінального складу. Серії четвертого сезону вийшли на Netflix 26 травня 2013 року. Очікувалось, що серіал продовжиться потенційним художнім фільмом. За роботу в четвертому сезоні Бейтмана знову номінували на премію «Еммі» в категорії Найкращий актор комедійного серіалу. Прем'єра першої половини п’ятого сезону відбулась 29 травня 2018 року, а другої— 15 березня 2019 року на Netflix.
У 2017 році Бейтман повернувся на телебачення як актор і режисер у кримінальній драмі «Озарк» від Netflix, в якій він грає фінансового консультанта Мартіна Бьорда, який із сім’єю змушений переселитися із передмістя Чикаго в центр літнього відпочинку— містечко біля озера Озарк, що в штаті Міссурі для того, щоб відмити гроші мексиканського наркокартелю. За виконання цієї ролі Бейтман отримав позитивні відгуки від критиків і нагороджений прайм-тайм премією «Еммі» за найкращу режисуру драматичного серіалу, а саме шоу порівняли з серіалом «Пуститися берега» телеканалу AMC.
У 2020 році Бейтман знявся в кримінальній драмі «Аутсайдер», в якій зіграв Террі Майтленда— вчителя, якого підозрюють у вбивстві маленького хлопчика, на тілі якого знайдені його відбитки і ДНК. Він також зрежисерував перші два епізоди цього телесеріалу. Бейтман виступив виконавчим продюсером мінісеріалу «Вчителька», який розповідає історію про вчительку, яку піймали на інтрижці з її студентом, розкриваючи складності та наслідки цих незаконних стосунків.

### Фільми
У 2004 році Бейтман з’явився у фільмі «Вишибайли» в ролі Пеппера Брукса— коментатора ESPN 8, а також у комедійному екшені «Старскі і Гатч« як Кевін, бізнес-партнер Ріса Філдмана— персонажа Вінса Вона. Він знову знявся разом з Воном у 2006 році в драмедії «Розлучення по-американськи». У 2007 році Бейтман зіграв колишнього юриста Ріплі «Ріпа» Ріда у трилері «Козирні тузи», а також знявся в таких фільмах, як «Королівство», «Чарівна крамничка» і «Джуно». У 2008 році він знявся у фантастичному бойовику «Хенкок» з Віллом Смітом і Шарліз Терон. У 2009 році Бейтман зіграв у фільмах «Вище неба», «Екстракт» і «Тільки для закоханих»— комедії, де він знову знявся з Вінсом Воном, і в якій розповідається про чотири подружні пари, які вирушили на екзотичний острів по програмі зміцнення шлюбу. У 2010 році він з’явився в романтичній комедії «Більше, ніж друг» з Дженніфер Еністон. У 2011 році Бейтман зіграв роль спеціального агента Лоренцо Зойла у комедії «Прибулець Павло», а також знявся у фільмах «Нестерпні боси» і «Хочу як ти».
У березні 2012 року анонсували, що документальний фільм «Мужність»— фільм, де Бейтман вперше разом із Віллом Арнеттом виступив у ролі виконавчого продюсера— з’явиться на кінофестивалі Трайбека. У 2012 році він знявся у драматичному трилері «Роз'єднання», у 2013— комедії «Піймай шахрайку, якщо зможеш» з Мелісою Маккарті, а в 2014— драмедії «Далі живіть самі» і кримінальній комедії «Нестерпні боси 2». У 2014 році Бейтман також озвучив документальний фільм «Pump». У 2015 році він зіграв у трилері Джоела Едґертона «Подарунок» разом із Едґертоном і Ребеккою Голл.
У 2013 році Бейтман дебютував як режисер з повнометражним фільмом «Погані слова», у якому також зіграв головну роль. Він також зрежисерував і знявся в екранізації новели «Сім’я Фенг». Бейтман озвучив Ніка Крутихвоста— рудого лиса, який заробляє на життя малими шахрайствами в комп'ютерно-анімаційному фільмі «Зоотрополіс».
У 2018 році Бейтман знявся у комерційно успішній чорній комедії «Нічні ігри», яку добре сприйняли глядачі і критики.

## Особисте життя

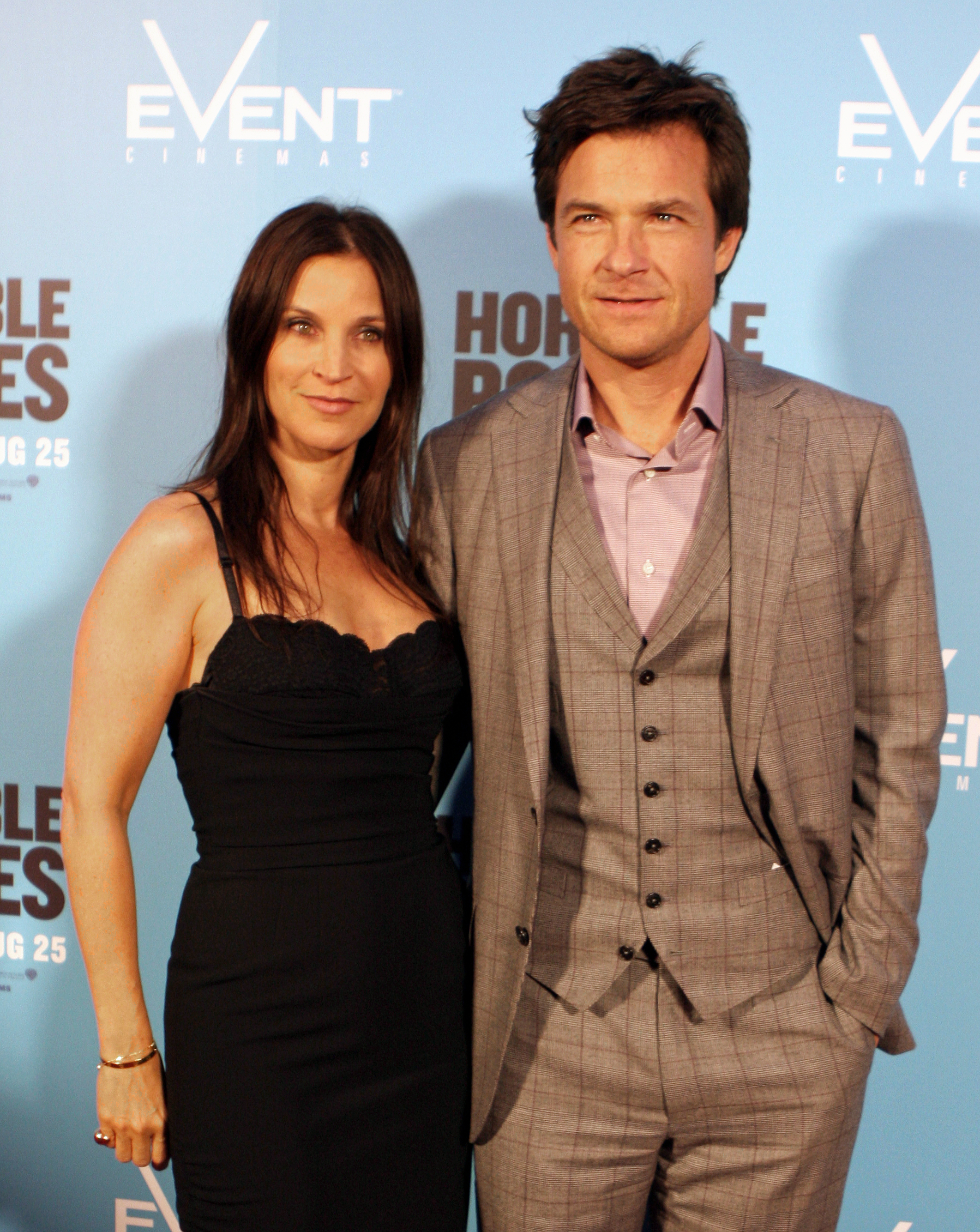
Бейтман із дружиною Амандою Анкою в серпні 2011 року

У 1987 році Бейтман виграв автоперегони Гран-прі Лонг-Біч серед знаменитостей.
Протягом 1990-х він боровся із алко- і наркозалежністю.
Бейтман з’явився у відео на пісню «Hopeless Wanderer» гурту Mumford & Sons.
Бейтман одружився з Амандою Анкою— донькою Пола Анки— 3 липня 2001 року. Вони мають двох доньок.
Бейтмана розкритикували за начебто захист складного характеру Джефрі Тембора на зйомках ситкому «Уповільнений розвиток».
Бейтман є завзятим шанувальником бейсбольної команди Лос-Анджелес Доджерс.
Бейтман підтримав Берні Сандерса на Президентських виборах у США у 2016 році.

## Фільмографія

### Фільми
| Рік  | Українська назва             | Оригінальна назва                     | Роль                                  | Примітки       |
| ---- | ---------------------------- | ------------------------------------- | ------------------------------------- | -------------- |
| 1986 |                              | How Can I Tell If I'm Really In Love? | Самого себе                           | [ 67 ] [ 68 ]  |
| 1987 | Вовченя 2                    | Teen Wolf Too                         | Тодд Говард                           |                |
| 1988 | Рухома мішень                | Moving Target                         | Тобі Келлогг                          |                |
| 1991 | Необхідна жорстокість        | Necessary Roughness                   | Джарвіс Едісон                        |                |
| 1992 | Порушуючи правила            | Breaking the Rules                    | Філ Степлер                           |                |
| 1999 | До біса любов                | Love Stinks                           | Джессі Тревіс                         |                |
| 2001 | Любов змінює                 | Sol Goode                             | Спайдер                               |                |
| 2002 | Кралечка                     | The Sweetest Thing                    | Роджер Донаг'ю                        |                |
| 2004 | Старскі і Гатч               | Starsky and Hutch                     | Кевін                                 |                |
| 2004 | Вишибайли                    | Dodgeball: A True Underdog Story      | Пеппер Брукс                          |                |
| 2006 | Розлучення по-американськи   | The Break-Up                          | Марк Ріґґлмен                         |                |
| 2006 | Артур і Мініпути             | Arthur and the Invisibles             | принц Темрякос                        | Озвучування    |
| 2007 | Екс - коханець               | The Ex                                | Чіп Сандерс                           |                |
| 2007 | Козирні тузи                 | Smokin' Aces                          | Ріплі «Ріп» Рід                       |                |
| 2007 | Королівство                  | The Kingdom                           | Адам Лівітт                           |                |
| 2007 | Джуно                        | Juno                                  | Марк Лорінґ                           |                |
| 2007 | Чарівна крамничка            | Mr. Magorium's Wonder Emporium        | Генрі Вестон                          |                |
| 2008 | Підвищення                   | The Promotion                         | Інструктор в таборі                   |                |
| 2008 | В прольоті                   | Forgetting Sarah Marshall             | Детектив серіалу «Тваринний Інстинкт» | Камео          |
| 2008 | Хенкок                       | Hancock                               | Рей Ембрі                             |                |
| 2008 | Грім у тропіках              | Tropic Thunder                        | Самого себе                           | Камео          |
| 2009 | Ігри влади                   | State of Play                         | Домінік Фой                           |                |
| 2009 | Винахід брехні               | The Invention of Lying                | Лікар                                 | Камео          |
| 2009 | Вище неба                    | Up in the Air                         | Крейг Грегорі                         |                |
| 2009 | Екстракт                     | Extract                               | Джоел Рейнольдс                       |                |
| 2009 | Тільки для закоханих         | Couples Retreat                       | Джейсон Сміт                          |                |
| 2010 | Більше, ніж друг             | The Switch                            | Воллі Марс                            |                |
| 2011 | Прибулець Павло              | Paul                                  | Спеціальний агент Лоренцо Зойл        |                |
| 2011 | Нестерпні боси               | Horrible Bosses                       | Нік Гендрікс                          |                |
| 2011 | Хочу як ти                   | The Change-Up                         | Дейв Локвуд / Мітч Планко             |                |
| 2012 | Хапай та тікай               | Hit and Run                           | Федеральний маршал Кіт Єт             |                |
| 2012 | Мужність                     | Mansome                               | Самого себе                           | Документальний |
| 2012 | Роз'єднання                  | Disconnect                            | Річ Бойд                              |                |
| 2013 | Піймай шахрайку, якщо зможеш | Identity Thief                        | Сенді Біґелоу Паттерсон               |                |
| 2013 | Погані слова                 | Bad Words                             | Гай Трілбі                            | Також режисер  |
| 2014 |                              | Pump                                  | Розповідач                            | Документальний |
| 2014 | Найдовший тиждень            | The Longest Week                      | Конрад Вальмонт                       |                |
| 2014 | Далі живіть самі             | This Is Where I Leave You             | Джадд Олтмен                          |                |
| 2014 | Нестерпні боси 2             | Horrible Bosses 2                     | Нік Гендрікс                          |                |
| 2015 | Історія LEGO по цеглинці     | A Lego Brickumentary                  | Розповідач                            | Озвучування    |
| 2015 | Подарунок                    | The Gift                              | Саймон Каллем                         |                |
| 2015 | Сім’я Фенг                   | The Family Fang                       | Бакстер Фенг                          | Також режисер  |
| 2016 | Зоотрополіс                  | Zootopia                              | Нік Крутихвіст                        | Озвучування    |
| 2016 | Півтора шпигуна              | Central Intelligence                  | Тревор Олсон                          | Камео          |
| 2016 | Новорічний корпоратив        | Office Christmas Party                | Джош Паркер                           |                |
| 2018 | Нічні ігри                   | Game Night                            | Макс Девіс                            | Також продюсер |
| 2021 | Громові сили                 | Thunder Force                         | Краб                                  |                |
| 2023 | Air Jordan                   | Air Jordan                            | Роб Штрассер                          |                |
| 2024 | Ручна поклажа                | Carry-On                              | Мандрівник                            |                |

### Телебачення
| Рік                        | Українська назва                  | Оригінальна назва              | Роль                 | Примітки                                         |
| -------------------------- | --------------------------------- | ------------------------------ | -------------------- | ------------------------------------------------ |
| 1981–1982                  | Маленький будиночок у преріях     | Little House on the Prairie    | Джеймс Купер Інголлз | 21 епізод                                        |
| 1982–1984                  | Срібні ложки                      | Silver Spoons                  | Дерек                | 21 епізод                                        |
| 1984                       | Лицар доріг                       | Knight Rider                   | Даг Вейнрайт         | Епізод: «Лицар без коня»                         |
| 1984                       | Твій хід                          | It's Your Move                 | Меттью Бартон        | 18 епізодів                                      |
| 1985                       | Роберт Кеннеді і його часи        | Robert Kennedy & His Times     | Джо Кеннеді III      | 3 епізоди                                        |
| 1986                       | Містер Бельведер                  | Mr. Belvedere                  | Шон                  | Епізод: «Rivals»                                 |
| 1986                       | Сент-Елсвер                       | St. Elsewhere                  | Тім Мойніген         | Епізод: «You Beta Your Life»                     |
| 1986                       | Дивовижний світ Діснея            | The Wonderful World of Disney  | Стів Тілбі           | Епізод: «The Thanksgiving Promise»               |
| 1986–1991                  | Сім’я Гогана                      | The Hogan Family               | Девід Гоган          | 110 епізодів                                     |
| 1987                       | Мотель Бейтса                     | Bates Motel                    | Тоні Скотті          | Телевізійний фільм                               |
| 1988                       | Рухома мішень                     | Moving Target                  | Тобі Келлогг         | Телевізійний фільм                               |
| 1988                       | Наш дім                           | Our House                      | Браян Гілл           | Епізод: «The Fifth Beatle»                       |
| 1988                       | Вступаючи в банду                 | Crossing the Mob               | Філлі                | Телевізійний фільм                               |
| 1992                       | Смак вбивства                     | A Taste for Killing            | Блейн Стокард III    | Телевізійний фільм                               |
| 1994                       | Зізнання: два вигляди зла         | Confessions: Two Faces of Evil | Білл Моторшед        | Телевізійний фільм                               |
| 1994                       | Це не може бути коханням          | This Can't Be Love             | Грант                | Телевізійний фільм                               |
| 1994                       | Чорна вівця                       | Black Sheep                    | Джонатан Келлі       | Пілот                                            |
| 1995                       | Правосуддя Берка                  | Burke's Law                    | Джейсон Ріплі        | Епізод: «Who Killed the Movie Mogul?»            |
| 1995                       | Подружжя Гарт                     | Hart to Hart                   | Стюарт Морріс        | Епізод: «Secrets of the Hart»                    |
| 1995–1996                  | Саймон                            | Simon                          | Карл Гімплі          | 21 епізод                                        |
| 1996                       | Нед і Стейсі                      | Ned & Stacey                   | Боббі Ван Лав        | Епізод: «Pals»                                   |
| 1997                       | Сини Чикаго                       | Chicago Sons                   | Гаррі Куйчак         | 13 епізодів                                      |
| 1997–1998                  | Джордж і Лео                      | George and Leo                 | Тед Студі            | 22 епізодів                                      |
| 2000                       | Раптове пробудження               | Rude Awakening                 | Раян                 | Епізод: «Star 80 Proof»                          |
| 2001                       | Дехто з моїх найкращих друзів     | Some of My Best Friends        | Воррен Фейрбенкс     | 8 епізодів                                       |
| 2002                       | Ефект Джейка                      | The Jake Effect                | Джейк Галвін         | 7 епізодів                                       |
| 2003                       | Сутінкова зона                    | The Twilight Zone              | Скотт Крейн          | Епізод: «Burned»                                 |
| 2003–2006, 2013, 2018–2019 | Уповільнений розвиток             | Arrested Development           | Майкл Блут           | 84 епізоди                                       |
| 2005                       | Сімпсони                          | The Simpsons                   | Самого себе          | Озвучування; епізод: «Home Away From Homer»      |
| 2005                       | Король гори                       | King of the Hill               | Доктор Леслі         | Озвучування; епізод: «The Petriot Act»           |
| 2005                       | Ліга Справедливості: Без кордонів | Justice League Unlimited       | Гермес               | Озвучування; епізод: «The Balance»               |
| 2005                       | Суботнього вечора в прямому ефірі | Saturday Night Live            | Самого себе          | Гість; епізод: «Jason Bateman/Kelly Clarkson»    |
| 2005                       | Дивакуваті родичі                 | The Fairly OddParents          | Томмі                | Озвучування; епізод: «Oh, Brother!»              |
| 2006                       | Клініка                           | Scrubs                         | Містер Саттон        | Епізод: «My Big Bird»                            |
| 2009                       | Сідай, двійка!                    | Sit Down, Shut Up              | Ларрі Литтлджанк     | Озвучування; 13 епізодів                         |
| 2013                       |                                   | Yo Gabba Gabba!                | Злий шпигун          | Епізод: «Super Spies»                            |
| 2014                       | Путівник по сімейному життю       | Growing Up Fisher              | Розповідач           | Озвучування; 12 епізодів                         |
| 2015                       | Маппети                           | The Muppets                    | Самого себе          | Епізод: «Pig's in a Blackout»                    |
| 2017                       | Ніхто                             | Nobodies                       | Самого себе          | Епізод: «Mr. First Lady»                         |
| 2017–2022                  | Озарк                             | Ozark                          | Мартін «Марті» Бьорд | 30 епізодів; також режисер і виконавчий продюсер |
| 2018–дотепер               | Жартую                            | Kidding                        | Н/Д                  | Виконавчий продюсер                              |
| 2020                       | Аутсайдер                         | The Outsider                   | Террі Майтленд       | 4 епізоди, також режисер (2 епізоди)             |
| 2020                       | Вчителька                         | A Teacher                      | Н/Д                  | Мінісеріал, виконавчий продюсер                  |

### Відеоігри
| Рік  | Українська назва | Оригінальна назва   | Роль           | Примітки    |
| ---- | ---------------- | ------------------- | -------------- | ----------- |
| 2015 |                  | Disney Infinity 3.0 | Нік Крутихвіст | Озвучування |

## Нагороди і номінації
| Рік  | Нагорода                               | Категорія                                               | Номінована робота            | Результат | Посилання      |
| ---- | -------------------------------------- | ------------------------------------------------------- | ---------------------------- | --------- | -------------- |
| 1982 | Молодий актор                          | Найкращий молодий актор у новому телесеріалі            | Срібні ложки                 | Номінація | [ 71 ]         |
| 1983 | Молодий актор                          | Найкращий молодий актор у комедійному серіалі           | Срібні ложки                 | Номінація | [ 72 ]         |
| 1984 | Молодий актор                          | Найкращий молодий актор у комедійному телесеріалі       | Твій хід                     | Номінація | [ 73 ]         |
| 1987 | Молодий актор                          | Найкраща молода чоловіча суперзірка на телебаченні      | Валері                       | Номінація | [ 74 ]         |
| 2004 | Премія Асоціації телевізійних критиків | Особисті досягнення в комедії                           | Уповільнений розвиток        | Номінація | [ 75 ] [ 76 ]  |
| 2005 | Прайм-тайм премія «Еммі»               | Найкраща чоловіча роль у комедійному серіалі            | Уповільнений розвиток        | Номінація | [ 77 ]         |
| 2005 | Золотий глобус                         | Найкраща чоловіча роль серіалу — комедія або мюзикл     | Уповільнений розвиток        | Перемога  | [ 26 ]         |
| 2005 | Супутник                               | Найкраща чоловіча роль серіалу — комедія або мюзикл     | Уповільнений розвиток        | Перемога  | [ 78 ]         |
| 2005 | Премія Гільдії кіноакторів США         | Найкраща чоловіча роль у комедійному серіалі            | Уповільнений розвиток        | Номінація | [ 79 ]         |
| 2005 | Премія Гільдії кіноакторів США         | Найкращий акторський склад у комедійному серіалі        | Уповільнений розвиток        | Номінація | [ 79 ]         |
| 2005 | Премія Асоціації телевізійних критиків | Особисті досягнення в комедії                           | Уповільнений розвиток        | Номінація | [ 80 ]         |
| 2006 | Премія Гільдії кіноакторів США         | Найкращий акторський склад у комедійному серіалі        | Уповільнений розвиток        | Номінація | [ 81 ]         |
| 2013 | Teen Choice Awards                     | Choice Movie: Актор комедії                             | Піймай шахрайку, якщо зможеш | Номінація | [ 82 ]         |
| 2013 | Прайм-тайм премія «Еммі»               | Найкраща чоловіча роль у комедійному серіалі            | Уповільнений розвиток        | Номінація | [ 83 ]         |
| 2013 | Премія Гільдії кіноакторів США         | Найкраща чоловіча роль у комедійному серіалі            | Уповільнений розвиток        | Номінація | [ 84 ]         |
| 2013 | Золотий глобус                         | Найкраща чоловіча роль серіалу — комедія або мюзикл     | Уповільнений розвиток        | Номінація | [ 85 ]         |
| 2016 | Енні                                   | Найкраще озвучування в анімаційному фільмі              | Зоотрополіс                  | Перемога  | [ 86 ]         |
| 2017 | Вибір народу                           | Улюблений голос анімаційного фільму                     | Зоотрополіс                  | Номінація | [ 87 ]         |
| 2017 | Kids’ Choice Awards                    | Улюблені закляті вороги (разом із Джінніфер Ґудвін)     | Зоотрополіс                  | Перемога  | [ 88 ]         |
| 2017 | Голлівудська алея слави                | Кінофільми                                              | вся робота в кіно            | Введений  | [ 89 ]         |
| 2018 | Прайм-тайм премія «Еммі»               | Найкраща чоловіча роль у драматичному серіалі           | Озарк                        | Номінація | [ 90 ]         |
| 2018 | Прайм-тайм премія «Еммі»               | Найкраща режисура драматичного серіалу                  | Озарк                        | Номінація | [ 91 ]         |
| 2018 | Золотий глобус                         | Найкраща чоловіча роль серіалу — драма                  | Озарк                        | Номінація | [ 92 ]         |
| 2018 | Премія Гільдії кіноакторів США         | Найкраща чоловіча роль у драматичному серіалі           | Озарк                        | Номінація | [ 93 ]         |
| 2018 | Вибір народу                           | Улюблений актор драматичного серіалу                    | Озарк                        | Номінація | [ 94 ]         |
| 2019 | Премія Гільдії режисерів Америки       | Найкраща режисура драматичного серіалу                  | Озарк                        | Номінація | [ 95 ]         |
| 2019 | Gold Derby Awards                      | Найкраща чоловіча роль в драматичному серіалі           | Озарк                        | Номінація | [ 96 ]         |
| 2019 | Золотий глобус                         | Найкраща чоловіча роль серіалу — драма                  | Озарк                        | Номінація | [ 97 ]         |
| 2019 | Премія Гільдії продюсерів США          | Найкраще продюсування епізодичного драматичного серіалу | Озарк                        | Номінація | [ 98 ]         |
| 2019 | Супутник                               | Найкраща чоловіча роль у телевізійному серіалі — драма  | Озарк                        | Номінація | [ 99 ] [ 100 ] |
| 2019 | Премія Гільдії кіноакторів США         | Найкраща чоловіча роль у драматичному серіалі           | Озарк                        | Перемога  | [ 101 ]        |
| 2019 | Премія Гільдії кіноакторів США         | Найкращий акторський склад у драматичному серіалі       | Озарк                        | Номінація | [ 102 ]        |
| 2019 | Прайм-тайм премія «Еммі»               | Найкращий драматичний серіал (як виконавчий продюсер)   | Озарк                        | Номінація | [ 27 ]         |
| 2019 | Прайм-тайм премія «Еммі»               | Найкраща чоловіча роль у драматичному серіалі           | Озарк                        | Номінація | [ 27 ]         |
| 2019 | Прайм-тайм премія «Еммі»               | Найкраща режисура драматичного серіалу                  | Озарк                        | Перемога  | [ 27 ]         |